# Federico Granja Ricalde
Federico Granja Ricalde (Mérida, Yucatan, 17 de agosto de 1942 - 2 de novembro de 2021) foi um engenheiro civil e político mexicano, membro do Partido Revolucionario Institucional.
Serviu na Câmara dos Deputados de 1979 a 1982, 1985 a 1988 e novamente de 2000 a 2003.. Ele também foi governador de Yucatán de 1994 a 1995 e Presidente Municipal de Mérida de 1976 a 1978.

## Biografia
Entre 2004-2007 foi coordenador dos deputados estaduais pelo Partido Revolucionário Institucional. Foi deputado federal em três ocasiões, uma delas, na LIII Legislatura, pelo Distrito Federal.[carece de fontes?]
O grupo de oposição de Víctor Cervera Pacheco era membro do estado de Yucatán, embora atuasse no mesmo partido político. Ele morreu em 2 de novembro de 2021, na cidade de Mérida, Yucatán, devido à um câncer.